# لورني فيرغسون
لورني فيرغسون هو لاعب هوكي الجليد كندي، ولد في 26 مايو 1930، وتوفي في 28 مارس 2008.

## وصلات خارجية
- لورني فيرغسون على موقع دوري الهوكي الوطني (الإنجليزية)
- لورني فيرغسون على موقع قاعة مشاهير الهوكي (لاعب أن.إتش.أل) (الإنجليزية)
- لورني فيرغسون على موقع EliteProspects.com (الإنجليزية)
- لورني فيرغسون على موقع HockeyDB.com (الإنجليزية)
- لورني فيرغسون على موقع Hockey-Reference.com (الإنجليزية)